# Lodowiec Komitetu Badań Polarnych
Lodowiec Komitetu Badań Polarnych (ang. Polar Committee Icefall) – lodospad na Wyspie Króla Jerzego, na północnym brzegu fiordu Ezcurra Inlet, na północy odchodzi od Kopuły Arctowskiego. Położony między Urbankową Turnią a Turnią Klekowskiego, poniżej Góry Lotników.
Nazwa nadana przez polską ekspedycję antarktyczną pochodzi od Komitetu Badań Polarnych Polskiej Akademii Nauk.